# Ревівка (Черкаський район)
Ре́вівка — село в Україні, у Черкаському районі Черкаської області, підпорядковане Михайлівській сільській громаді. Розташоване за 10 км на захід від районного центру та за 6 км від залізничної станції Кам'янка. Населення 630 чоловік (2001).

## Історія
В історичних джерелах Ревівка згадується з кінця XVI століття і пов'язується назва з втікачем із Західної України на прізвище Рева.
Лаврентій Похилевич у своїй праці «Сказания о населенных местностях Киевской губернии» пише наступне про село Ревівка Чигиринського повіту:

Село розташоване в 6 верстах від с. Ребедайлівки по обидва боки річки Тясмин і струмка Прусянки, в 1808 р. було 614 осіб у 54 господарствах. Невелика суконна фабрика устаткована власником маєтку в 1842 році. Село Ревівка було продане Давидовим капітану Зволинському, тим було продано Пеньковському, а той продав голові Трипольському. Церква Богородична дерев'яна, 7 класу, збудована близько 1775 р. на місці старої, землі мала 36 десятин.

Основним заняттям селян було сільське господарство, рибальство та полювання.
У 1864 році збудовано залізницю, що сприяло пожвавленню економічного розвитку села.
У 1927—1939 роках знищено церкву. У 1930 році створено колгосп «Червоний сіяч». У 1935 році його перейменовано на колгосп ім. Фрунзе і вручено акт на вічне користування землею.
В роки радянсько-німецької війни 435 жителів села пішли на фронт, 179 з них загинули в боях, 196 нагороджені бойовими орденами і медалями. Загиблим односельчанам споруджено два обеліски Слави.
У 1949 році розпочато будівництво електростанції на річці Тясмин під керівництвом Кіровоградського обласного ГЕС, а в 1966 році підключено електрику від Кременчуцької ГЕС. У 1950 році в село проведено радіо.
У 1961 році колгоспи сіл Ревівка та Пляківка реорганізовано й утворено 2 відділення, підпорядковані Кам'янському цукровому комбінату.
Станом на 1972 рік в селі проживало 2 190 мешканців, працювало відділення бурякрадгоспу Кам'янського цукрокомбінату, що вирощував одноросткове насіння цукрових буряків. На той час в селі працювали 2 восьмирічні школи, будинок культури з залом на 400 місць, 2 бібліотеки з фондом 10 тисяч книг, 2 медпункти.
У 1986 році збудовано нову середню школу, дитячий садок. У 2006 році село газифіковано.

## Відомі люди
- 27 червня 1868 hjre народився православний святий Татаров Андрій Миколайович/

## Сучасність
На території села знаходяться Ревівський ліцей, Будинок культури, 2 фельдшерські пункти, бібліотеки, сільська рада, сільський клуб, магазини, дитячий садок.
В селі діє ТОВ «Олімп», яке займається вирощуванням сільськогосподарської продукції та відбудовою свиноферми.